# Словообразование служебных частей речи
Словообразование служебных частей речи — процесс образования предлогов, союзов и частиц.
Производные предлоги образуются следующими способами:
- сложение: из-за, из-под, по-над;
- сращение: в области, на основании, по мере;
- конверсия: вдоль, внутри, навстречу;

Суффиксальным способом образованы некоторые  отглагольные и отсубстантивные предлоги типа благодаря, включая, путём — выделенные аффиксы являются словообразовательными, входя в основу (ср. омонимичные им флексии в производящих глагольных и именных словофомах);
Для образования производных союзов характерны:
- сращение: наконец, потому, притом;
- конверсия: как, когда;
- сложносоставной способ: и... и, или... или, ни... ни.

Частицы образуются такими способами:
- сращение: до чего, на что уж;
- сложение: добро бы, так уж и, не-нет и;
- конверсия: как, никак;
- (изредка) сложение с аффиксацией: всего-навсего.